# Les Chansons d'amour (bande originale)
Pour les articles homonymes, voir Les Chansons d'amour.
Les Chansons d'amour est l'album de la bande originale du film homonyme de Christophe Honoré, sorti en mai 2007 sur le label Naïve. L'album est constitué des quatorze chansons qui ponctuent le film. Les chansons sont chacune interprétées par les acteurs du film eux-mêmes, et dans leur grande majorité par les personnages principaux du film que sont Ismaël (Louis Garrel), Julie (Ludivine Sagnier), Alice (Clotilde Hesme), Jeanne (Chiara Mastroianni) et Erwann (Grégoire Leprince-Ringuet).
Les chansons sont des compositions originales de Alex Beaupain, compositeur des musiques et chansons de précédents films de Christophe Honoré, comme Dans Paris (2006) ou 17 fois Cécile Cassard (2002), et ami d'adolescence du réalisateur. Le scénario du film s'est construit autour de quatre chansons du premier album du compositeur, « Garçon d'honneur », et de dix autres qui « appartenaient déjà à son répertoire ou bien qu'il a spécialement écrites pour notre histoire qui part de faits très personnels », affirmera Christophe Honoré. Les chansons ont toutes été enregistrées avant le tournage, et l'album est réalisé et arrangé par Frédéric Lo.
Enregistrées au studio Mélodium par Jonathan Masterson, les chansons ont été mixées au studio La Truite par Yann Arnaud.

## Liste des chansons
| No  | Titre               | Interprétée par                                                                          | Durée |
| --- | ------------------- | ---------------------------------------------------------------------------------------- | ----- |
| 1.  | De bonnes raisons   | Louis Garrel et Ludivine Sagnier                                                         |       |
| 2.  | Inventaire          | Ludivine Sagnier et Louis Garrel                                                         |       |
| 3.  | La Bastille         | Ludivine Sagnier, Jean-Marie Winling, Alice Butaud, Chiara Mastroianni et Brigitte Roüan |       |
| 4.  | Je n'aime que toi   | Ludivine Sagnier, Louis Garrel et Clotilde Hesme                                         |       |
| 5.  | Brooklyn Bridge     | Alex Beaupain                                                                            |       |
| 6.  | Delta Charlie Delta | Louis Garrel                                                                             |       |
| 7.  | Il faut se taire    | Louis Garrel et Clotilde Hesme                                                           |       |
| 8.  | As-tu déjà aimé ?   | Grégoire Leprince-Ringuet et Louis Garrel                                                |       |
| 9.  | Les Yeux au ciel    | Louis Garrel                                                                             |       |
| 10. | La Distance         | Grégoire Leprince-Ringuet et Louis Garrel                                                |       |
| 11. | Ma mémoire sale     | Louis Garrel                                                                             |       |
| 12. | Au parc             | Chiara Mastroianni                                                                       |       |
| 13. | Si tard             | Ludivine Sagnier                                                                         |       |
| 14. | J'ai cru entendre   | Louis Garrel et Grégoire Leprince-Ringuet                                                |       |

## Récompenses
- César de la meilleure musique  en 2008, pour Les Chansons d'amour.